# Baronetti Douglas
Baronetto Douglas è il titolo di baronetto concesso alla famiglia Douglas tra i baronetti della Nuova Scozia, di Gran Bretagna e del Regno Unito.

## Storia
Il titolo di baronetto Douglas di Glenbervie venne creato il 28 maggio 1625 nel baronettaggio della Nuova Scozia (prima creazione).
Il titolo di baronetto Douglas di Kelhead venne creato il 26 febbraio 1668 nel baronettaggio della Nuova Scozia.
Il titolo di baronetto Douglas di Carr venne creato il 23 gennaio 1777 nel baronettaggio della Gran Bretagna per il capitano (poi ammiraglio) Charles Douglas per il suo lodevole servizio a Quebec durante la rivoluzione americana. Alla morte di sir Charles nel 1789, il suo primogenito, il viceammiraglio William Henry Douglas, ne ereditò il titolo. Questi morì senza eredi ed alla sua morte nel 1809 il titolo passò a suo fratello minore, il generale Howard Douglas. La baronia è estinta.
Il titolo di baronetto Douglas di Maxwell venne creato il 17 giugno 1786 nella Baronia della Gran Bretagna.
Il titolo di baronetto Douglas di Castle Douglas venne creato il 17 luglio 1801 nella Baronia del Regno Unito.
Il titolo di baronetto Douglas di Glenbervie (seconda creazione) venne creato il 30 settembre 1831 nella Baronia del Regno Unito.

## Douglas di Glenbervie (1625)

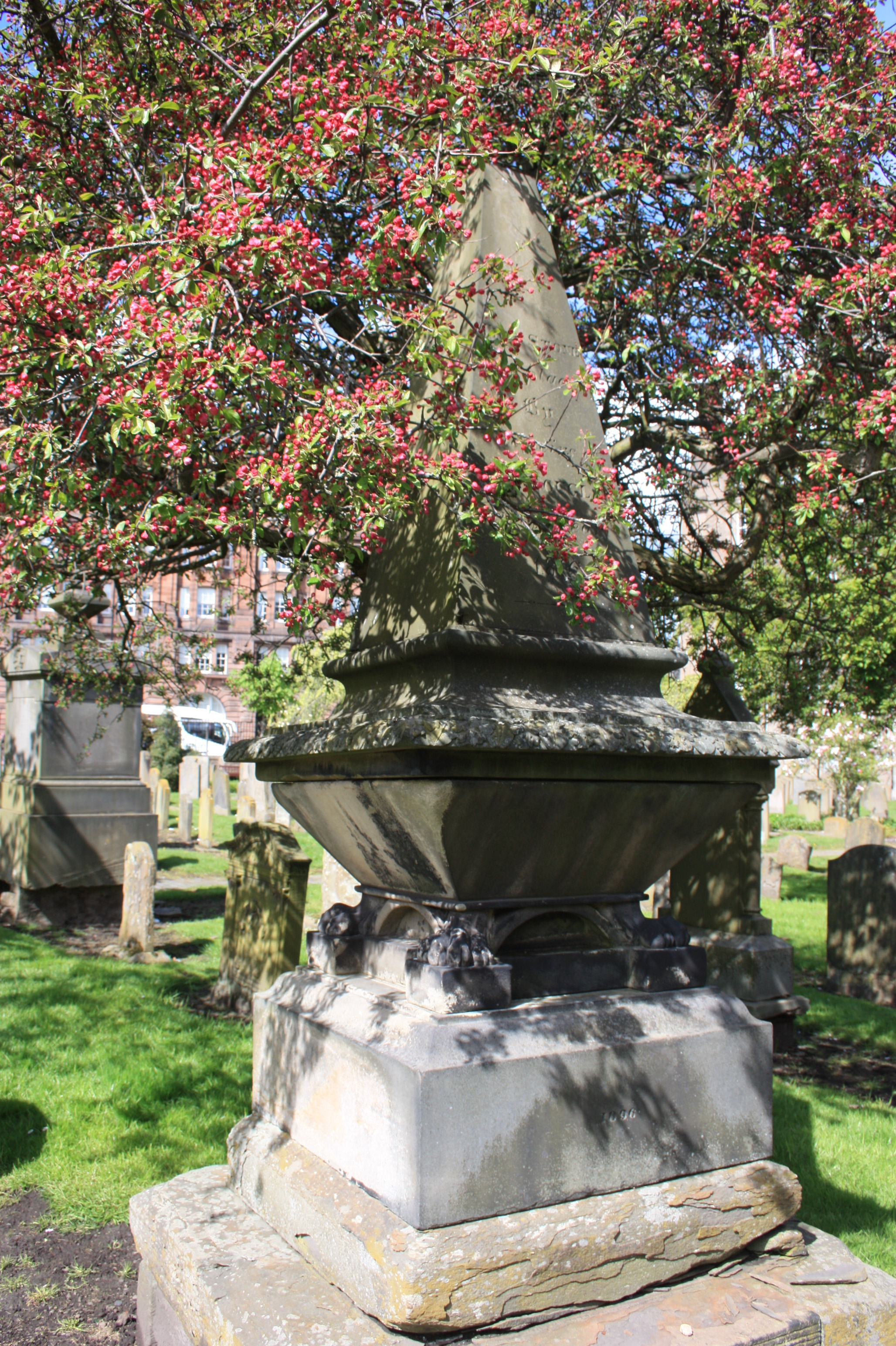
La tomba di sir Alexander Douglas di Glenbervie, Howff Cemetery, Dundee

- William Douglas, I baronetto (m. c. 1660) nipote di William Douglas, IX conte di Angus
- William Douglas, II baronetto (m. c. 1680)
- Robert Douglas, III baronetto (m. 24 luglio 1692), colonnello dello Royal Regiment of Foot, ucciso nella battaglia di Steinkirk.[1]
- Robert Douglas, IV baronetto (c. 1662 – 27 gennaio 1748)
- William Douglas, V baronetto (c. 1690 – 23 luglio 1764)
- Robert Douglas, VI baronetto (1694 – 24 aprile 1770)
- Alexander Douglas, VII baronetto FRCPE (1738 – 28 novembre 1812)

Baronettaggio quiescente

## Douglas di Kelhead (1668)
- James Douglas, I baronetto (19 febbraio 1639 – c. 1707)
- William Douglas, II baronetto di Kelhead, (c. 1675 – 10 ottobre 1733) era figlio del I baronetto e di Catherine Douglas, sorella del III conte di Queensbury (poi Duca di Queensbury).
- John Douglas, III baronetto (c. 1708 – 13 novembre 1778) parlamentare per Dumfriesshire (1741–1747)
- William Douglas, IV baronetto (c 1731 – 16 maggio 1783), parlamentare per Dumfries (1768–1780)
- Charles Douglas, V baronetto. Succedette al marchesato di Queensberry nel 1810 al quale il titolo di baronetto rimase legato.

## Douglas di Carr (1777)
- Ammiraglio Charles Douglas, I baronetto (1727–1789)
- Ammiraglio William Henry Douglas, II baronetto, (28 luglio 1761[2] – 24 maggio 1809) fu ufficiale di marina, figlio primogenito di Charles Douglas, I baronetto. Sua madre era olandese. Fu uno dei sei ammiragli a prendere parte al funerale dell'ammiraglio Nelson. Sir William morì celibe ed il titolo passò a suo fratello minore.
- Generale Howard Douglas, III baronetto (1776–1861), governatore del New Brunswick, Canada, Alto Commissario delle Isole Ionie, deputato per Liverpool (1842–1847)
- Robert Percy Douglas, IV baronetto (1805–1891), governatore di Jersey
- Arthur Percy Douglas, V baronetto (1845–1913), sottosegretario alla difesa della Nuova Zelanda[3]
- James Stewart Douglas, VI baronetto (1859–1940)

Titolo estinto

## Douglas di Maxwell (1786)
- James Douglas, I baronetto (1703 – 2 novembre 1787) deputato per Orkney e Shetland (1754–1768)
- George Douglas, II baronetto (1 marzo 1754 – 4 giugno 1821) deputato per il Roxburghshire (1784–1806)
- John James Scott-Douglas, III baronetto (18 luglio 1792 – 24 gennaio 1836)
- George Henry Scott-Douglas, IV baronetto (19 giugno 1825 – 26 giugno 1885) deputato per il Roxburghshire (1874–1880)
- George Brisbane Douglas, V baronetto (22 dicembre 1856 – 22 giugno 1935)
- James Louis Fitzroy Scott Douglas, VI baronetto (24 ottobre 1930 – 16 luglio 1969)

Titolo estinto

## Douglas di Castle Douglas (1801)
- William Douglas, I baronetto (m. 1809)

Titolo estinto

## Douglas di Glenbervie (1831)
- Kenneth Mackenzie Douglas, I baronetto (m. 22 novembre 1833)
- Robert Andrews Douglas, II baronetto (1807 – 1 novembre 1843)
- Robert Andrews Mackenzie Douglas, III baronetto (19 luglio 1837 – 28 febbraio 1884), deputato per Marsden (1876–1879)
- Kenneth Douglas, IV baronetto (29 maggio 1868 – 28 ottobre 1954)
- Sholto Courtenay Mackenzie Douglas, V baronetto (27 giugno 1890 – 9 giugno 1986)

Titolo estinto